# Албрехт Ернст II фон Йотинген-Йотинген
Албрехт Ернст II фон Йотинген-Йотинген (на немски: Albrecht Ernst II von Oettingen-Oettingen; * 8 август 1669 в Йотинген; † 30 март 1731 в Шратенхофен, днес в Харбург) е 2. княз на Йотинген-Йотинген в Швабия, Бавария и губернатор на Филипсбург.
Той е син на Албрехт Ернст I фон Йотинген-Йотинген (1642 – 1683) и първата му съпруга херцогиня Христина Фридерика фон Вюртемберг (1644 – 1674), дъщеря на херцог Еберхард III фон Вюртемберг и първата му съпруга Анна Катарина Доротея фон Залм-Кирбург.
Той строи увеселителен дворец с прочута зоологическа градина в Шратенхофен, днес в Харбург. Той умира на 30 март 1731 г. в Шратенхофен на 61 години и е погребан в Харбург.

## Фамилия
Албрехт Ернст II се жени на 11 октомври 1688 г. в Дармщат за ландграфиня София Луиза фон Хесен-Дармщат (* 6 юли 1670; † 2 юни 1758), дъщеря на ландграф Лудвиг VI фон Хесен-Дармщат (1630 – 1678) и втората му съпруга херцогиня Елизабет Доротея фон Саксония-Гота-Алтенбург (1640 – 1709). Те имат децата:
- Албрехт Ернст (*/† 29 юлил 1689)
- Елизабет Фридерика София (14 март 1691, Йотинген – 14 май 1758, Вайкерсхайм), омъжена на 1 ноември 1713 г. в Йотинген за граф Карл Лудвиг фон Хоенлое-Вайкерсхайм (23 септември 1674, Ордруф – 5 май 1756 Вайкерсхайм)